# Ceva
Ceva este o comună în Piemont, în provincia Cuneo (Italia).

## Demografie
Ceva - evoluția demografică

|  | Graficele sunt indisponibile din cauza unor probleme tehnice. Mai multe informații se găsesc la Phabricator și la wiki-ul MediaWiki. |

Date: Recensăminte sau birourile de statistică - grafică realizată de Wikipedia

## Galerie

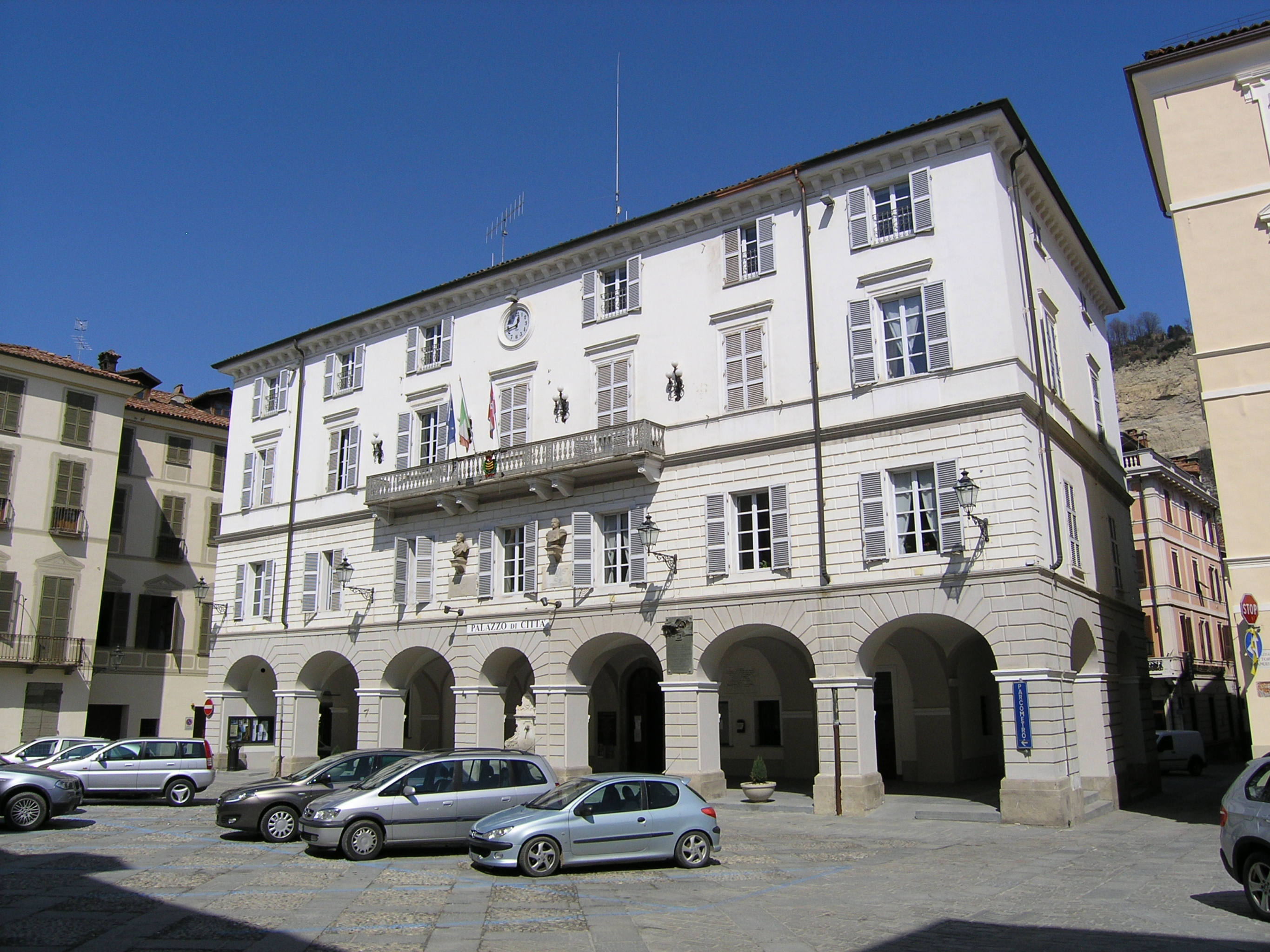
Palatul Oraşului
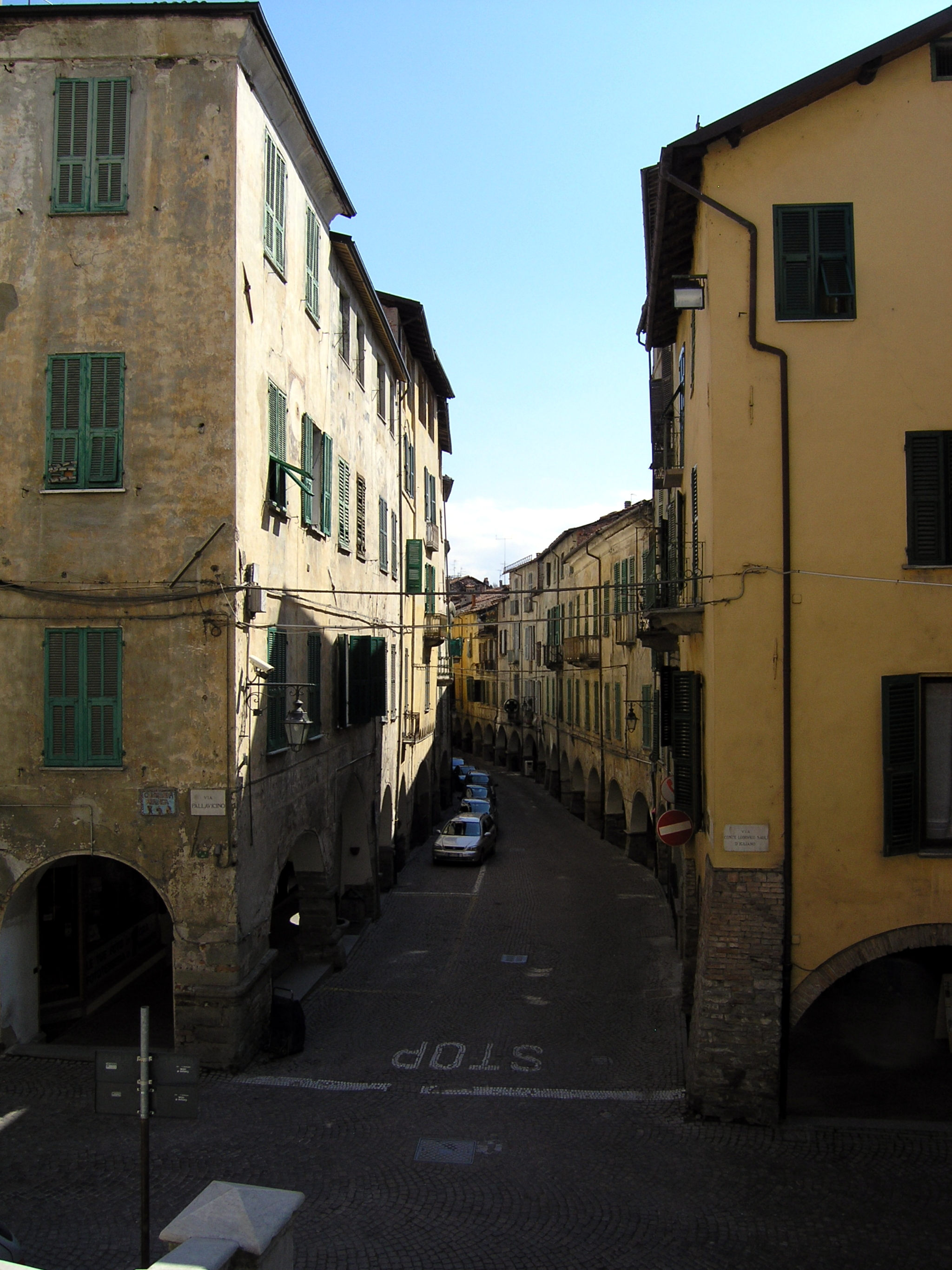
via Marenco (Centrul istoric)
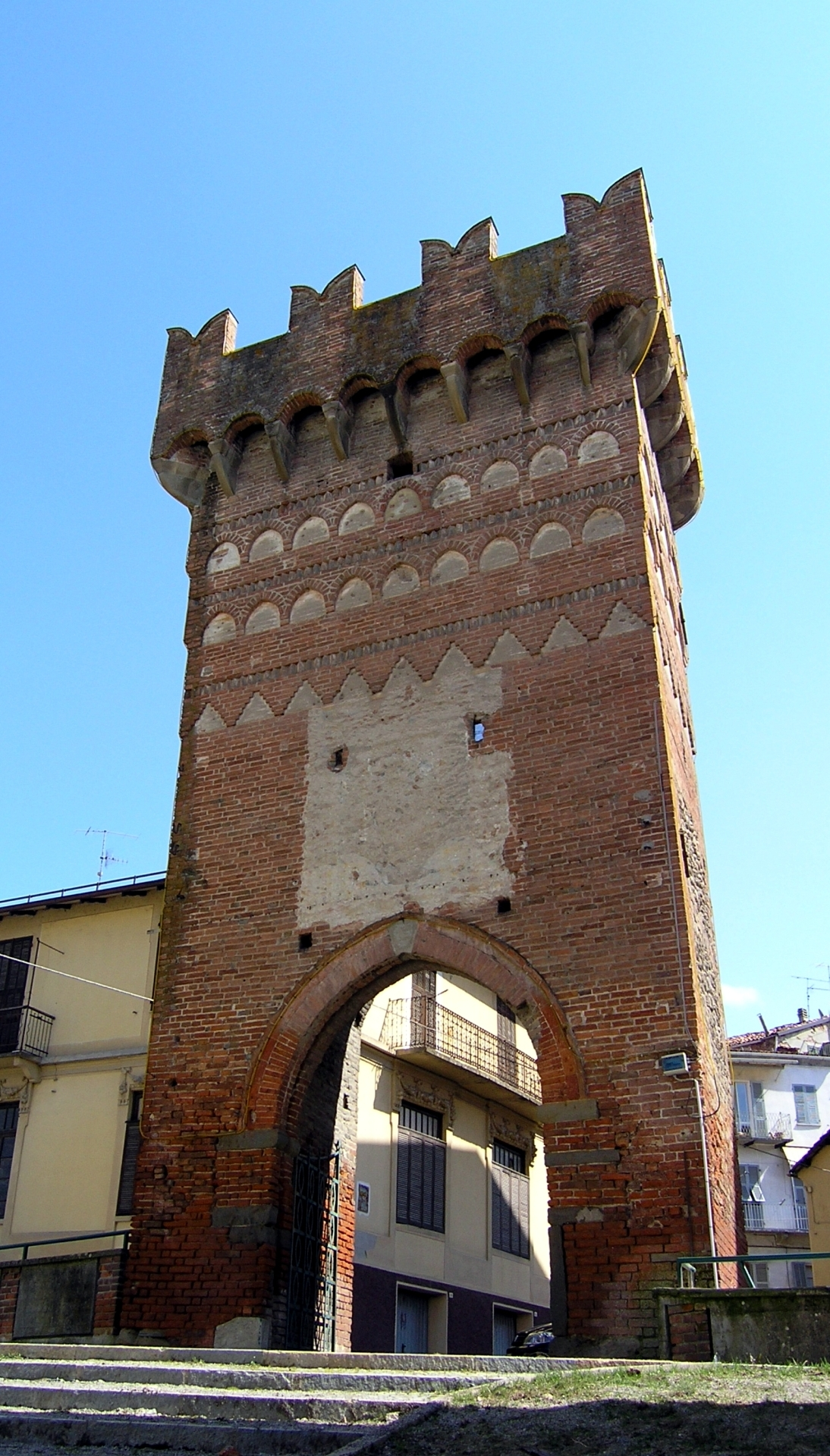
Torre Guelfa

1. ↑  Superficie di Comuni Province e Regioni italiane al 9 ottobre 2011 (în italiană), Istituto Nazionale di Statistica, accesat în 16 martie 2019